# Oliver Jørgensen
Oliver Jørgensen er en dansk fodboldspiller, der spiller for HB Køge.